# The Seed of the Sacred Fig
The Seed of the Sacred Fig (Perzisch: دانه انجیر مقدس) is een Iraans-Frans-Duitse dramafilm uit 2024, geschreven en geregisseerd door Mohammad Rasoulof.

## Verhaal
Het verhaal draait om Iman, een onderzoeksrechter bij het Islamitisch Revolutionair Hof in Teheran, die worstelt met wantrouwen en paranoia terwijl de landelijke politieke protesten toenemen en zijn wapen op mysterieuze wijze verdwijnt. Hij vermoedt de betrokkenheid van zijn vrouw Najmeh en zijn dochters Rezvan en Sana en legt thuis drastische maatregelen op, waardoor de spanningen oplopen.

## Rolverdeling
| Acteur            | Personage |
| ----------------- | --------- |
| Soheila Golestani | Najmeh    |
| Missagh Zareh     | Iman      |
| Mahsa Rostami     | Rezvan    |
| Setareh Maleki    | Sana      |
| Niousha Akhshi    | Sadaf     |
| Reza Akhlaghirad  | Ghaderi   |
| Shiva Ordooie     | Fateme    |

## Productie
The Seed of the Sacred Fig is de tiende productie van regisseur Mohammad Rasoulof. In het verleden had hij met zijn films herhaaldelijk de Iraanse censuurregels overtreden en kreeg hij drie gevangenisstraffen en een verbod om te werken en het land te verlaten. In 2020 won zijn film There Is No Evil de Gouden Beer op het 70e Internationaal filmfestival van Berlijn. De prijs werd uitgereikt aan zijn dochter Baran Rasoulof omdat hij zelf niet aanwezig kon zijn.
Rasoulof zou oorspronkelijk deelnemen aan het Filmfestival van Cannes 2023 als jurylid in de sectie Un certain regard maar werd echter in juli 2022 gearresteerd nadat hij kritiek had geuit op het harde optreden van de regering tegen demonstranten in de zuidwestelijke stad Abadan. Vanwege zijn gezondheid werd hij in februari 2023 tijdelijk vrijgelaten uit de gevangenis. Rasoulof werd later veroordeeld tot een jaar gevangenisstraf en een verbod van twee jaar om Iran te verlaten wegens "propaganda tegen het regime".
Na de aankondiging van de selectie in Cannes werden de cast en crew ondervraagd door de Iraanse autoriteiten, werd het hen verboden het land te verlaten en werd er druk uitgeoefend om Rasoulof ervan te overtuigen de film uit het festival terug te trekken.
De film wordt geproduceerd door het Duitse Run Way Pictures en het Franse Parallel45 in coproductie met Arte France Cinéma en met de steun van Moin Filmforderung Hamburg Schleswig-Holstein. Producenten zijn Rasoulof, Amin Sadraei, Mani Tilgner, Rozita Hendijanian en Jean-Christophe Simon.

## Release en ontvangst
The Seed of the Sacred Fig ging op 24 mei 2024 in première op het Filmfestival van Cannes in de competitie voor de Gouden Palm en won de Prix Spécial. De film kreeg overwegend positieve kritieken van de filmcritici, met een score van 96% op Rotten Tomatoes, gebaseerd op 142 beoordelingen. De film werd geselecteerd als Duitse inzending voor de beste internationale film voor de 97ste Oscaruitreiking en werd ook genomineerd.

## Prijzen en nominaties
De belangrijkste:
| Jaar | Prijs                   | Categorie                     | Genomineerde(n)               | Uitslag     |
| ---- | ----------------------- | ----------------------------- | ----------------------------- | ----------- |
| 2025 | Academy Awards (Oscars) | Beste internationale film     | Beste internationale film     | Genomineerd |
| 2025 | Golden Globe Award      | Beste film – niet-Engelstalig | Beste film – niet-Engelstalig | Genomineerd |
| 2024 | Europese filmprijzen    | Beste film                    | Beste film                    | Genomineerd |
| 2024 | Europese filmprijzen    | Beste regisseur               | Mohammad Rasoulof             | Genomineerd |
| 2024 | Europese filmprijzen    | Beste scenario                | Mohammad Rasoulof             | Genomineerd |
| 2024 | Filmfestival van Cannes | Gouden Palm                   | Mohammad Rasoulof             | Genomineerd |
| 2024 | Filmfestival van Cannes | Prix Spécial                  | Mohammad Rasoulof             | Gewonnen    |